# Oxathres
Oxathres (лат.) — род усачей трибы Acanthocinini из подсемейства ламиин.

## Описание
Коренастые жуки с булавовидными бёдрам. От близких групп отличается следующими признаками: расстояние между верхними долями глаза в 1-2 раза больше ширины долей; боковые стороны переднегруди округлые или бугорчатые; переднеспинка без бугорков; яйцеклад хорошо виден.

## Классификация и распространение
Включает 16 видов. Встречаются, в том числе, в Северной и Южной Америке.
- Oxathres boliviana Monne & Tavakilian, 2011
- Oxathres decorata Monné, 1990
- Oxathres erotyloides Bates, 1864
- Oxathres griseostriata  Monné M. A. & Monné M. L., 2012
- Oxathres guyanensis Monne & Tavakilian, 2011
- Oxathres implicata Melzer, 1926
- Oxathres lewisi  Audureau, 2013
- Oxathres maculosa Monne & Tavakilian, 2011
- Oxathres muscosa Bates, 1864
- Oxathres navicula Bates, 1864
- Oxathres ornata Monné, 1976[6]
- Oxathres proxima Monné, 1976
- Oxathres quadrimaculata Monné, 1976
- Oxathres scripta Lacordaire, 1872
- Oxathres sparsa Melzer, 1927
- Oxathres simillima  Monné M. A. & Monné M. L., 2012